# Acrocercops macroclina
Acrocercops macroclina är en fjärilsart som beskrevs av Edward Meyrick 1916. Acrocercops macroclina ingår i släktet Acrocercops och familjen styltmalar.
Artens utbredningsområde är Fiji. Inga underarter finns listade i Catalogue of Life.